# Saison 2021-2022 des Grizzlies de Memphis
La saison 2021-2022 des Grizzlies de Memphis est la 27e saison de la franchise en National Basketball Association (NBA) et la 21e saison dans la ville de Memphis.
Le 20 août 2021, la ligue annonce que la saison régulière démarre le 19 octobre 2021, avec un format typique de 82 matchs. 
Au cours de la saison régulière, Ja Morant réalise une très belle progression, lui permettant d'obtenir sa première sélection au NBA All-Star Game 2022 et même le titre de NBA Most Improved Player à l'issue de la saison régulière, récompensant la meilleure progression sur la saison.
Le 2 décembre 2021, les Grizzlies ont battu le Thunder d'Oklahoma City sur un score de 152-79, établissant le record NBA de la plus grande différence de points à l'issue d'un match, avec 73 points d'écart.
Les Grizzlies se sont qualifiés pour les playoffs pour la deuxième saison consécutive après une victoire contre les Pacers de l'Indiana le 25 mars 2022. Ils ont également remporté le titre de la division Sud-Ouest pour la première fois dans l’histoire de la franchise, tout en finissant à la seconde place de la conférence Ouest. Les Grizzlies ont battu les Timberwolves du Minnesota en six matchs au premier tour, remportant leur première série éliminatoire depuis 2015. Au second tour, ils ont affronté les Warriors de Golden State, où ils s'inclinent en six matchs.

## Draft
| Tour | Choix | Joueur             | Poste | Nationalité | Provenance               |
| ---- | ----- | ------------------ | ----- | ----------- | ------------------------ |
| 1    | 17    | Trey Murphy III    | SF    | États-Unis  | Cavaliers de la Virginie |
| 2    | 51    | Brandon Boston Jr. | SG    | États-Unis  | Wildcats du Kentucky     |

## Matchs

### Summer League
| Summer League Total: 5-3 |

| Match | Date match | Équipe          | Score    | Meilleur marqueur      | Meilleur rebondeur  | Meilleur passeur  | Lieux                   | Série |
| ----- | ---------- | --------------- | -------- | ---------------------- | ------------------- | ----------------- | ----------------------- | ----- |
| 1     | 3 août     | Utah Jazz Blue  | V 104-65 | Romeo Weems (17)       | Xavier Tillman (13) | Ahmad Caver (8)   | Vivint Smart Home Arena | 1 - 0 |
| 2     | 4 août     | Utah Jazz White | D 75-94  | Buchanan, Wallace (17) | Moore, Weems (6)    | Ahmad Caver (7)   | Vivint Smart Home Arena | 1 - 1 |
| 3     | 6 août     | San Antonio     | V 82-77  | Desmond Bane (24)      | John Konchar (11)   | Trois joueurs (5) | Vivint Smart Home Arena | 2 - 1 |

| Match | Date match | Équipe        | Score         | Meilleur marqueur        | Meilleur rebondeur | Meilleur passeur    | Lieux                | Série |
| ----- | ---------- | ------------- | ------------- | ------------------------ | ------------------ | ------------------- | -------------------- | ----- |
| 1     | 9 août     | Brooklyn      | V 91-84       | Desmond Bane (32)        | John Konchar (13)  | Xavier Tillman (7)  | Cox Pavilion         | 1 - 0 |
| 2     | 11 août    | Miami         | D 94-97 (2OT) | McDermott, Williams (19) | John Konchar (11)  | Xavier Tillman (7)  | Cox Pavilion         | 1 - 1 |
| 3     | 13 août    | Sacramento    | D 75-90       | Sean McDermott (13)      | Santi Aldama (12)  | Sam Merrill (4)     | Cox Pavilion         | 1 - 2 |
| 4     | 15 août    | Chicago       | V 96-91       | Buchanan, Sarr (15)      | Santi Aldama (11)  | Aldama, Merrill (4) | Thomas & Mack Center | 2 - 2 |
| 5     | 16 août    | L.A. Clippers | V 104-95      | Shaq Buchanan (21)       | Olivier Sarr (13)  | Caver, Cowart (6)   | Cox Pavilion         | 3 - 2 |

### Pré-saison
| Pré-saison Total: 3-3 (Domicile : 2-1; Extérieur : 1-2) |

| Match | Date match | Équipe      | Score     | Meilleur marqueur      | Meilleur rebondeur  | Meilleur passeur   | Lieux Spectateurs           | Série |
| ----- | ---------- | ----------- | --------- | ---------------------- | ------------------- | ------------------ | --------------------------- | ----- |
| 1     | 5 octobre  | Milwaukee   | V 87-77   | Ja Morant (27)         | Steven Adams (10)   | Ja Morant (4)      | FedExForum 0                | 1 - 0 |
| 2     | 7 octobre  | @ Charlotte | V 128-98  | Desmond Bane (19)      | Steven Adams (16)   | Ja Morant (8)      | Spectrum Center 8 916       | 2 - 0 |
| 3     | 9 octobre  | Atlanta     | D 87-91   | Desmond Bane (18)      | Xavier Tillman (11) | Xavier Tillman (4) | FedExForum 11 027           | 2 - 1 |
| 4     | 11 octobre | Détroit     | V 127-92  | Ja Morant (24)         | Steven Adams (9)    | Ja Morant (5)      | FedExForum 10 286           | 3 - 1 |
| 5     | 13 octobre | @ Indiana   | D 107-109 | Sam Merrill (30)       | Santi Aldama (11)   | John Konchar (6)   | Gainbridge Fieldhouse 5 997 | 3 - 2 |
| 6     | 15 octobre | @ Chicago   | D 105-118 | Jaren Jackson Jr. (29) | Steven Adams (9)    | Bane, Jones (5)    | United Center 14 412        | 3 - 3 |

### Saison régulière
| Saison régulière Total: 46-26 (Domicile : 30-11; Extérieur : 25-15) |

| Match | Date match | Équipe          | Score          | Meilleur marqueur   | Meilleur rebondeur | Meilleur passeur | Lieux Spectateurs     | Série |
| ----- | ---------- | --------------- | -------------- | ------------------- | ------------------ | ---------------- | --------------------- | ----- |
| 1     | 20 octobre | Cleveland       | V 132-121      | Ja Morant (37)      | Steven Adams (14)  | Ja Morant (6)    | FedExForum 15 975     | 1 - 0 |
| 2     | 23 octobre | @ L.A. Clippers | V 120-114      | Ja Morant (28)      | Steven Adams (9)   | Ja Morant (8)    | Staples Center 16 748 | 2 - 0 |
| 3     | 25 octobre | @ L.A. Lakers   | D 118-121      | Ja Morant (40)      | Steven Adams (16)  | Ja Morant (10)   | Staples Center 18 997 | 2 - 1 |
| 4     | 27 octobre | @ Portland      | D 96-116       | Desmond Bane (19)   | Ja Morant (9)      | Ja Morant (10)   | Moda Center 16 241    | 2 - 2 |
| 5     | 28 octobre | @ Golden State  | V 104-101 (OT) | Ja Morant (30)      | Kyle Anderson (9)  | Ja Morant (5)    | Chase Center 18 064   | 3 - 2 |
| 6     | 30 octobre | Miami           | D 103-129      | Melton, Morant (20) | Adams, Tillman (5) | Ja Morant (7)    | FedExForum 15 989     | 3 - 3 |

| Match | Date match   | Équipe                | Score          | Meilleur marqueur      | Meilleur rebondeur     | Meilleur passeur     | Lieux Spectateurs              | Série   |
| ----- | ------------ | --------------------- | -------------- | ---------------------- | ---------------------- | -------------------- | ------------------------------ | ------- |
| 7     | 1er novembre | Denver                | V 106-97       | Ja Morant (26)         | Kyle Anderson (9)      | Ja Morant (8)        | FedExForum 12 683              | 4 - 3   |
| 8     | 3 novembre   | Denver                | V 108-106      | Jaren Jackson Jr. (22) | Adams, Jackson Jr. (8) | Tyus Jones (7)       | FedExForum 12 977              | 5 - 3   |
| 9     | 5 novembre   | @ Washington          | D 87-115       | Jaren Jackson Jr. (13) | Jaren Jackson Jr. (9)  | Anderson, Morant (4) | Capital One Arena 16 302       | 5 - 4   |
| 10    | 8 novembre   | Minnesota             | V 125-118 (OT) | Ja Morant (33)         | Anderson, Clarke (9)   | Ja Morant (8)        | FedExForum 12 416              | 6 - 4   |
| 11    | 10 novembre  | Charlotte             | D 108-118      | Ja Morant (32)         | Steven Adams (13)      | Ja Morant (8)        | FedExForum 13 880              | 6 - 5   |
| 12    | 12 novembre  | Phoenix               | D 94-119       | Ja Morant (26)         | Ja Morant (12)         | Ja Morant (6)        | FedExForum 15 886              | 6 - 6   |
| 13    | 13 novembre  | @ La Nouvelle-Orléans | D 101-112      | Dillon Brooks (23)     | Adams, Morant (9)      | Ja Morant (10)       | Smoothie King Center 14 358    | 6 - 7   |
| 14    | 15 novembre  | Houston               | V 136-102      | Ja Morant (22)         | Jaren Jackson Jr. (7)  | Ja Morant (6)        | FedExForum 11 482              | 7 - 7   |
| 15    | 18 novembre  | L.A. Clippers         | V 120-108      | Ja Morant (28)         | Steven Adams (10)      | Tyus Jones (6)       | FedExForum 13 419              | 8 - 7   |
| 16    | 20 novembre  | @ Minnesota           | D 95-138       | Desmond Bane (21)      | John Konchar (7)       | Ja Morant (5)        | Target Center 17 136           | 8 - 8   |
| 17    | 22 novembre  | @ Utah                | V 119-118      | Ja Morant (32)         | Brandon Clarke (9)     | Ja Morant (7)        | Vivint Smart Home Arena 18 306 | 9 - 8   |
| 18    | 24 novembre  | Toronto               | D 113-126      | Ja Morant (23)         | Brandon Clarke (8)     | Ja Morant (9)        | FedExForum 15 409              | 9 - 9   |
| 19    | 26 novembre  | Atlanta               | D 100-132      | John Konchar (17)      | Quatre joueurs (5)     | Brandon Clarke (4)   | FedExForum 16 622              | 9 - 10  |
| 20    | 28 novembre  | Sacramento            | V 128-101      | Dillon Brooks (21)     | Steven Adams (12)      | Tyus Jones (8)       | FedExForum 12 844              | 10 - 10 |
| 21    | 30 novembre  | @ Toronto             | V 98-91        | Jaren Jackson Jr. (25) | De'Anthony Melton (10) | Tyus Jones (6)       | Scotiabank Arena 19 800        | 11 - 10 |

| Match | Date match  | Équipe         | Score     | Meilleur marqueur      | Meilleur rebondeur    | Meilleur passeur  | Lieux Spectateurs               | Série   |
| ----- | ----------- | -------------- | --------- | ---------------------- | --------------------- | ----------------- | ------------------------------- | ------- |
| 22    | 2 décembre  | Oklahoma City  | V 152-79  | Jaren Jackson Jr. (27) | Santi Aldama (10)     | Tyus Jones (9)    | FedExForum 13 103               | 12 - 10 |
| 23    | 4 décembre  | @ Dallas       | V 97-90   | Desmond Bane (29)      | Steven Adams (13)     | Tyus Jones (7)    | American Airlines Center 19 396 | 13 - 10 |
| 24    | 6 décembre  | @ Miami        | V 105-90  | Bane, Brooks (21)      | Steven Adams (16)     | Dillon Brooks (8) | FTX Arena 19 600                | 14 - 10 |
| 25    | 8 décembre  | Dallas         | D 96-104  | Jaren Jackson Jr. (26) | Steven Adams (9)      | Tyus Jones (8)    | FedExForum 14 025               | 14 - 11 |
| 26    | 9 décembre  | L.A. Lakers    | V 108-95  | Jaren Jackson Jr. (25) | Steven Adams (13)     | Jones, Melton (6) | FedExForum 16 334               | 15 - 11 |
| 27    | 11 décembre | Houston        | V 113-106 | Dillon Brooks (25)     | Steven Adams (9)      | Tyus Jones (6)    | FedExForum 17 794               | 16 - 11 |
| 28    | 13 décembre | Philadelphie   | V 126-91  | Dillon Brooks (23)     | Desmond Bane (8)      | Desmond Bane (6)  | FedExForum 13 420               | 17 - 11 |
| 29    | 15 décembre | @ Portland     | V 113-103 | Desmond Bane (23)      | Steven Adams (14)     | Dillon Brooks (6) | Moda Center 15 773              | 18 - 11 |
| 30    | 17 décembre | @ Sacramento   | V 124-105 | Desmond Bane (24)      | Steven Adams (12)     | Kyle Anderson (6) | Golden 1 Center 14 659          | 19 - 11 |
| 31    | 19 décembre | Portland       | D 100-105 | Dillon Brooks (37)     | Steven Adams (9)      | Adams, Jones (5)  | FedExForum 15 977               | 19 - 12 |
| 32    | 20 décembre | Oklahoma City  | D 99-102  | Desmond Bane (25)      | Steven Adams (14)     | Ja Morant (8)     | FedExForum 15 721               | 19 - 13 |
| 33    | 23 décembre | @ Golden State | D 104-113 | Ja Morant (21)         | De'Anthony Melton (9) | Ja Morant (6)     | Chase Center 18 064             | 19 - 14 |
| 34    | 26 décembre | @ Sacramento   | V 127-102 | Desmond Bane (28)      | John Konchar (14)     | Ja Morant (9)     | Golden 1 Center 15 685          | 20 - 14 |
| 35    | 27 décembre | @ Phoenix      | V 114-113 | Ja Morant (33)         | Steven Adams (16)     | Steven Adams (7)  | Footprint Center 17 071         | 21 - 14 |
| 36    | 29 décembre | L.A. Lakers    | V 104-99  | Ja Morant (41)         | Ja Morant (10)        | Tyus Jones (7)    | FedExForum 17 794               | 22 - 14 |
| 37    | 31 décembre | San Antonio    | V 118-105 | Ja Morant (30)         | Steven Adams (13)     | Ja Morant (8)     | FedExForum 15 412               | 23 - 14 |

| Match | Date match | Équipe          | Score          | Meilleur marqueur      | Meilleur rebondeur     | Meilleur passeur      | Lieux Spectateurs                 | Série   |
| ----- | ---------- | --------------- | -------------- | ---------------------- | ---------------------- | --------------------- | --------------------------------- | ------- |
| 38    | 3 janvier  | @ Brooklyn      | V 118-104      | Ja Morant (36)         | Steven Adams (12)      | Ja Morant (8)         | Barclays Center 17 089            | 24 - 14 |
| 39    | 4 janvier  | @ Cleveland     | V 110-106      | Ja Morant (26)         | Steven Adams (11)      | Desmond Bane (7)      | Rocket Mortgage FieldHouse 18 178 | 25 - 14 |
| 40    | 6 janvier  | Détroit         | V 118-88       | Ja Morant (22)         | Steven Adams (14)      | Melton, Morant (6)    | FedExForum 12 983                 | 26 - 14 |
| 41    | 8 janvier  | @ L.A. Clippers | V 123-108      | Jaren Jackson Jr. (26) | Brandon Clarke (15)    | De'Anthony Melton (6) | Crypto.com Arena 17 936           | 27 - 14 |
| 42    | 9 janvier  | @ L.A. Lakers   | V 127-119      | Desmond Bane (23)      | Jaren Jackson Jr. (12) | Kyle Anderson (8)     | Crypto.com Arena 18 288           | 28 - 14 |
| 43    | 11 janvier | Golden State    | V 116-108      | Ja Morant (29)         | Jaren Jackson Jr. (11) | Ja Morant (8)         | FedExForum 17 794                 | 29 - 14 |
| 44    | 13 janvier | Minnesota       | V 116-108      | Desmond Bane (21)      | John Konchar (17)      | Ja Morant (9)         | FedExForum 15 881                 | 30 - 14 |
| 45    | 14 janvier | Dallas          | D 85-112       | Ja Morant (19)         | Jaren Jackson Jr. (8)  | Ja Morant (8)         | FedExForum 16 712                 | 30 - 15 |
| 46    | 17 janvier | Chicago         | V 119-106      | Bane, Morant (25)      | Steven Adams (10)      | Tyus Jones (8)        | FedExForum 17 794                 | 31 - 15 |
| 47    | 19 janvier | @ Milwaukee     | D 114-126      | Ja Morant (33)         | Steven Adams (11)      | Ja Morant (14)        | Fiserv Forum 17 341               | 31 - 16 |
| 48    | 21 janvier | @ Denver        | V 122-118      | Ja Morant (38)         | De'Anthony Melton (9)  | Ja Morant (6)         | Ball Arena 17 009                 | 32 - 16 |
| 49    | 23 janvier | @ Dallas        | D 91-104       | Ja Morant (35)         | Ja Morant (13)         | Ja Morant (6)         | American Airlines Center 19 701   | 32 - 17 |
| 50    | 26 janvier | @ San Antonio   | V 118-110      | Ja Morant (41)         | Jaren Jackson Jr. (9)  | Ja Morant (8)         | AT&T Center 14 662                | 33 - 17 |
| 51    | 28 janvier | Utah            | V 119-109      | Ja Morant (30)         | Ja Morant (10)         | Ja Morant (10)        | FedExForum 16 916                 | 34 - 17 |
| 52    | 29 janvier | Washington      | V 115-95       | Ja Morant (34)         | Steven Adams (15)      | John Konchar (5)      | FedExForum 17 135                 | 35 - 17 |
| 53    | 31 janvier | @ Philadelphie  | D 119-122 (OT) | Ja Morant (37)         | Steven Adams (12)      | Ja Morant (5)         | Wells Fargo Center 20 424         | 35 - 18 |

| Match                  | Date match | Équipe                | Score     | Meilleur marqueur          | Meilleur rebondeur     | Meilleur passeur      | Lieux Spectateurs            | Série   |
| ---------------------- | ---------- | --------------------- | --------- | -------------------------- | ---------------------- | --------------------- | ---------------------------- | ------- |
| 54                     | 2 février  | @ New York            | V 120-108 | Jaren Jackson Jr. (26)     | Steven Adams (13)      | Ja Morant (9)         | Madison Square Garden 19 812 | 36 - 18 |
| 55                     | 5 février  | @ Orlando             | V 135-115 | Ja Morant (33)             | Steven Adams (11)      | Steven Adams (8)      | Amway Center 18 846          | 37 - 18 |
| 56                     | 8 février  | L.A. Clippers         | V 135-109 | Ja Morant (30)             | Jaren Jackson Jr. (11) | Ja Morant (5)         | FedExForum 16 101            | 38 - 18 |
| 57                     | 10 février | @ Détroit             | V 132-107 | Ja Morant (23)             | Steven Adams (14)      | Ja Morant (6)         | Little Caesars Arena 18 744  | 39 - 18 |
| 58                     | 12 février | @ Charlotte           | V 125-118 | Ja Morant (26)             | Steven Adams (11)      | Anderson, Morant (6)  | Spectrum Center 19 454       | 40 - 18 |
| 59                     | 15 février | @ La Nouvelle-Orléans | V 121-109 | Tyus Jones (27)            | Steven Adams (13)      | Tyus Jones (9)        | Smoothie King Center 15 901  | 41 - 18 |
| 60                     | 16 février | Portland              | D 119-123 | Ja Morant (44)             | Brandon Clarke (10)    | Ja Morant (11)        | FedExForum 16 834            | 41 - 19 |
| NBA All-Star Game 2022 |            |                       |           |                            |                        |                       |                              |         |
| 61                     | 24 février | @ Minnesota           | D 114-119 | Jackson Jr., Williams (21) | Steven Adams (12)      | De'Anthony Melton (6) | Target Center 16 326         | 41 - 20 |
| 62                     | 26 février | @ Chicago             | V 116-110 | Ja Morant (46)             | Steven Adams (21)      | Adams, Bane (5)       | United Center 21 959         | 42 - 20 |
| 63                     | 28 février | San Antonio           | V 118-105 | Ja Morant (52)             | Steven Adams (14)      | Anderson, Bane (6)    | FedExForum 16 812            | 43 - 20 |

| Match | Date match | Équipe              | Score     | Meilleur marqueur      | Meilleur rebondeur  | Meilleur passeur  | Lieux Spectateurs            | Série   |
| ----- | ---------- | ------------------- | --------- | ---------------------- | ------------------- | ----------------- | ---------------------------- | ------- |
| 64    | 3 mars     | @ Boston            | D 107-120 | Ja Morant (38)         | Steven Adams (8)    | Ja Morant (7)     | TD Garden 19 156             | 43 - 21 |
| 65    | 5 mars     | Orlando             | V 124-96  | Ja Morant (25)         | John Konchar (11)   | Ja Morant (7)     | FedExForum 17 794            | 44 - 21 |
| 66    | 6 mars     | @ Houston           | D 112-123 | Desmond Bane (28)      | Steven Adams (12)   | Jones, Morant (6) | Toyota Center 18 055         | 44 - 22 |
| 67    | 8 mars     | La Nouvelle-Orléans | V 132-111 | Ja Morant (24)         | Ja Morant (8)       | Ja Morant (8)     | FedExForum 16 433            | 45 - 22 |
| 68    | 11 mars    | New York            | V 118-114 | Ja Morant (37)         | Adams, Anderson (9) | Ja Morant (8)     | FedExForum 17 188            | 46 - 22 |
| 69    | 13 mars    | @ Oklahoma City     | V 125-118 | Desmond Bane (21)      | Steven Adams (16)   | Ja Morant (10)    | Paycom Center 17 482         | 47 - 22 |
| 70    | 15 mars    | @ Indiana           | V 135-102 | Desmond Bane (21)      | Steven Adams (13)   | Tyus Jones (10)   | Gainbridge Fieldhouse 15 027 | 48 - 22 |
| 71    | 18 mars    | @ Atlanta           | D 105-120 | Ja Morant (29)         | Steven Adams (11)   | Ja Morant (4)     | State Farm Arena 18 062      | 48 - 23 |
| 72    | 20 mars    | @ Houston           | V 122-98  | Desmond Bane (24)      | Steven Adams (9)    | Bane, Jones (7)   | Toyota Center 18 055         | 49 - 23 |
| 73    | 23 mars    | Brooklyn            | V 132-120 | Bane, Melton (23)      | Steven Adams (11)   | Tyus Jones (10)   | FedExForum 17 794            | 50 - 23 |
| 74    | 24 mars    | Indiana             | V 133-103 | Desmond Bane (30)      | Steven Adams (17)   | Steven Adams (6)  | FedExForum 16 205            | 51 - 23 |
| 75    | 26 mars    | Milwaukee           | V 127-102 | De'Anthony Melton (24) | Adams, Tillman (11) | Tyus Jones (10)   | FedExForum 17 794            | 52 - 23 |
| 76    | 28 mars    | Golden State        | V 123-95  | Desmond Bane (22)      | Adams, Tillman (9)  | Tyus Jones (6)    | FedExForum 17 011            | 53 - 23 |
| 77    | 30 mars    | @ San Antonio       | V 112-111 | Tyus Jones (25)        | Steven Adams (8)    | Tyus Jones (6)    | AT&T Center 15 821           | 54 - 23 |

| Match | Date match | Équipe              | Score          | Meilleur marqueur      | Meilleur rebondeur | Meilleur passeur    | Lieux Spectateurs              | Série   |
| ----- | ---------- | ------------------- | -------------- | ---------------------- | ------------------ | ------------------- | ------------------------------ | ------- |
| 78    | 1er avril  | Phoenix             | V 122-114      | Dillon Brooks (30)     | Kyle Anderson (10) | Brooks, Tillman (7) | FedExForum 17 794              | 55 - 23 |
| 79    | 5 avril    | @ Utah              | D 115-121 (OT) | Jaren Jackson Jr. (28) | Steven Adams (13)  | Steven Adams (8)    | Vivint Smart Home Arena 18 306 | 55 - 24 |
| 80    | 7 avril    | @ Denver            | D 109-122      | Desmond Bane (14)      | Steven Adams (8)   | Adams, Konchar (5)  | Ball Arena 19 520              | 55 - 25 |
| 81    | 9 avril    | La Nouvelle-Orléans | V 141-114      | Dillon Brooks (23)     | Steven Adams (11)  | Ja Morant (9)       | FedExForum 17 207              | 56 - 25 |
| 82    | 10 avril   | Boston              | D 110-139      | Santi Aldama (20)      | John Konchar (13)  | John Konchar (10)   | FedExForum 17 441              | 56 - 26 |

### Playoffs
| Playoffs Total: 6-6 (Domicile : 4-2; Extérieur : 2-4) |

| Match | Date match | Équipe      | Score     | Meilleur marqueur | Meilleur rebondeur     | Meilleur passeur | Lieux Spectateurs    | Série |
| ----- | ---------- | ----------- | --------- | ----------------- | ---------------------- | ---------------- | -------------------- | ----- |
| 1     | 16 avril   | Minnesota   | D 117-130 | Ja Morant (32)    | Brandon Clarke (12)    | Ja Morant (8)    | FedExForum 17 794    | 0 - 1 |
| 2     | 19 avril   | Minnesota   | V 124-96  | Ja Morant (23)    | Ja Morant (9)          | Ja Morant (10)   | FedExForum 17 794    | 1 - 1 |
| 3     | 21 avril   | @ Minnesota | V 104-95  | Desmond Bane (26) | Ja Morant (10)         | Ja Morant (10)   | Target Center 19 634 | 2 - 1 |
| 4     | 23 avril   | @ Minnesota | D 118-119 | Desmond Bane (34) | Ja Morant (8)          | Ja Morant (15)   | Target Center 19 832 | 2 - 2 |
| 5     | 26 avril   | Minnesota   | V 111-109 | Ja Morant (30)    | Brandon Clarke (15)    | Ja Morant (9)    | FedExForum 17 794    | 3 - 2 |
| 6     | 29 avril   | @ Minnesota | V 114-106 | Bane, Brooks (23) | Jaren Jackson Jr. (14) | Ja Morant (11)   | Target Center 20 323 | 4 - 2 |

| Match | Date match | Équipe         | Score     | Meilleur marqueur      | Meilleur rebondeur     | Meilleur passeur  | Lieux Spectateurs   | Série |
| ----- | ---------- | -------------- | --------- | ---------------------- | ---------------------- | ----------------- | ------------------- | ----- |
| 1     | 1er mai    | Golden State   | D 116-117 | Ja Morant (34)         | Jaren Jackson Jr. (10) | Ja Morant (10)    | FedExForum 17 794   | 0 - 1 |
| 2     | 3 mai      | Golden State   | V 106-101 | Ja Morant (47)         | Melton, Morant (8)     | Ja Morant (8)     | FedExForum 17 794   | 1 - 1 |
| 3     | 7 mai      | @ Golden State | D 112-142 | Ja Morant (34)         | Melton, Williams (4)   | Ja Morant (7)     | Chase Center 18 064 | 1 - 2 |
| 4     | 9 mai      | @ Golden State | D 98-101  | Jaren Jackson Jr. (21) | Steven Adams (15)      | Dillon Brooks (8) | Chase Center 18 064 | 1 - 3 |
| 5     | 11 mai     | Golden State   | V 134-95  | Trois joueurs (21)     | Steven Adams (13)      | Tyus Jones (9)    | FedExForum 17 794   | 2 - 3 |
| 6     | 13 mai     | @ Golden State | D 96-110  | Dillon Brooks (30)     | Steven Adams (10)      | Tyus Jones (8)    | Chase Center 18 064 | 2 - 4 |

### Confrontations en saison régulière
| Conférence Est      | Conférence Est                              | Conférence Est                              | Conférence Ouest                            | Conférence Ouest                            | Conférence Ouest                            | Conférence Ouest                            | Conférence Ouest                            |
| Division Atlantique | Division Atlantique                         | Division Atlantique                         | Division Nord-Ouest                         | Division Nord-Ouest                         | Division Nord-Ouest                         | Division Nord-Ouest                         | Division Nord-Ouest                         |
| Équipe              | Domicile                                    | Extérieur                                   | Équipe                                      | Domicile                                    | Domicile                                    | Extérieur                                   | Extérieur                                   |
| ------------------- | ------------------------------------------- | ------------------------------------------- | ------------------------------------------- | ------------------------------------------- | ------------------------------------------- | ------------------------------------------- | ------------------------------------------- |
| Boston              | 110-139                                     | 107-120                                     | Denver                                      | 106-97                                      | 108-106                                     | 122-118                                     | 109-122                                     |
| Brooklyn            | 132-120                                     | 118-104                                     | Minnesota                                   | 125-118 (OT)                                | 116-108                                     | 95-138                                      | 114-119                                     |
| New York            | 118-114                                     | 120-108                                     | Oklahoma City                               | 152-79                                      | 99-102                                      | 125-118                                     |                                             |
| Philadelphie        | 126-91                                      | 119-122 (OT)                                | Portland                                    | 100-105                                     | 119-123                                     | 96-116                                      | 113-103                                     |
| Toronto             | 113-126                                     | 98-91                                       | Utah                                        | 119-109                                     |                                             | 119-118                                     | 115-121 (OT)                                |
|                     | 3-2                                         | 3-2                                         |                                             | 6-3                                         | 6-3                                         | 4-5                                         | 4-5                                         |
| Division            | 6-4                                         | 6-4                                         | Division                                    | 10-8                                        | 10-8                                        | 10-8                                        | 10-8                                        |
| Division Centrale   | Division Centrale                           | Division Centrale                           | Division Pacifique                          | Division Pacifique                          | Division Pacifique                          | Division Pacifique                          | Division Pacifique                          |
| Équipe              | Domicile                                    | Extérieur                                   | Équipe                                      | Domicile                                    | Domicile                                    | Extérieur                                   | Extérieur                                   |
| Chicago             | 119-106                                     | 116-110                                     | Golden State                                | 116-108                                     | 123-95                                      | 104-101 (OT)                                | 104-113                                     |
| Cleveland           | 132-121                                     | 110-106                                     | L.A. Clippers                               | 120-108                                     | 135-109                                     | 120-114                                     | 123-108                                     |
| Detroit             | 118-88                                      | 132-107                                     | L.A. Lakers                                 | 108-95                                      | 104-99                                      | 118-121                                     | 127-119                                     |
| Indiana             | 133-103                                     | 135-102                                     | Phoenix                                     | 94-119                                      | 122-114                                     | 114-113                                     |                                             |
| Milwaukee           | 127-102                                     | 114-126                                     | Sacramento                                  | 128-101                                     |                                             | 124-105                                     | 127-102                                     |
|                     | 4-0                                         | 4-1                                         |                                             | 9-1                                         | 9-1                                         | 7-2                                         | 7-2                                         |
| Division            | 8-1                                         | 8-1                                         | Division                                    | 16-3                                        | 16-3                                        | 16-3                                        | 16-3                                        |
| Division Sud-Est    | Division Sud-Est                            | Division Sud-Est                            | Division Sud-Ouest                          | Division Sud-Ouest                          | Division Sud-Ouest                          | Division Sud-Ouest                          | Division Sud-Ouest                          |
| Équipe              | Domicile                                    | Extérieur                                   | Équipe                                      | Domicile                                    | Domicile                                    | Extérieur                                   | Extérieur                                   |
| Atlanta             | 100-132                                     | 105-120                                     | Dallas                                      | 96-104                                      | 85-112                                      | 97-90                                       | 91-104                                      |
| Charlotte           | 108-118                                     | 125-118                                     | Houston                                     | 136-102                                     | 113-106                                     | 112-123                                     | 122-98                                      |
| Miami               | 103-129                                     | 105-90                                      |                                             |                                             |                                             |                                             |                                             |
| Orlando             | 124-96                                      | 135-115                                     | New Orleans                                 | 132-111                                     | 141-114                                     | 101-112                                     | 121-109                                     |
| Washington          | 115-95                                      | 87-115                                      | San Antonio                                 | 118-105                                     | 118-105                                     | 118-110                                     | 112-111                                     |
|                     | 2-3                                         | 3-2                                         |                                             | 6-2                                         | 6-2                                         | 5-3                                         | 5-3                                         |
| Division            | 5-5                                         | 5-5                                         | Division                                    | 11-5                                        | 11-5                                        | 11-5                                        | 11-5                                        |
| Conférence          | 19-10 (Domicile : 9-5; Extérieur : 10-5)    | 19-10 (Domicile : 9-5; Extérieur : 10-5)    | Conférence                                  | 37-16 (Domicile : 21-6; Extérieur : 16-10)  | 37-16 (Domicile : 21-6; Extérieur : 16-10)  | 37-16 (Domicile : 21-6; Extérieur : 16-10)  | 37-16 (Domicile : 21-6; Extérieur : 16-10)  |
| Total               | 56-26 (Domicile : 30-11; Extérieur : 26-15) | 56-26 (Domicile : 30-11; Extérieur : 26-15) | 56-26 (Domicile : 30-11; Extérieur : 26-15) | 56-26 (Domicile : 30-11; Extérieur : 26-15) | 56-26 (Domicile : 30-11; Extérieur : 26-15) | 56-26 (Domicile : 30-11; Extérieur : 26-15) | 56-26 (Domicile : 30-11; Extérieur : 26-15) |

## Classements
| Conférence Ouest | Conférence Ouest                    | Conférence Ouest | Conférence Ouest | Conférence Ouest | Conférence Ouest | Conférence Ouest | Conférence Ouest |
| No               | Franchise                           | Vic.             | Def.             | MJ               | V/D              | GB               |                  |
| ---------------- | ----------------------------------- | ---------------- | ---------------- | ---------------- | ---------------- | ---------------- | ---------------- |
| 1                | z - Suns de Phoenix                 | 64               | 18               | 82               | .780             | –                |                  |
| 2                | y - Grizzlies de Memphis            | 56               | 26               | 82               | .683             | 8                |                  |
| 3                | x - Warriors de Golden State        | 53               | 29               | 82               | .646             | 11               |                  |
| 4                | x - Mavericks de Dallas             | 52               | 30               | 82               | .634             | 12               |                  |
| 5                | y - Jazz de l'Utah                  | 49               | 33               | 82               | .598             | 15               |                  |
| 6                | x - Nuggets de Denver               | 48               | 34               | 82               | .585             | 16               |                  |
|                  |                                     |                  |                  |                  |                  |                  |                  |
| 7                | x - Timberwolves du Minnesota       | 46               | 36               | 82               | .561             | 18               |                  |
| 8                | pi - Clippers de Los Angeles        | 42               | 40               | 82               | .512             | 22               |                  |
| 9                | x - Pelicans de La Nouvelle-Orléans | 36               | 46               | 82               | .439             | 28               |                  |
| 10               | pi - Spurs de San Antonio           | 34               | 48               | 82               | .415             | 30               |                  |
|                  |                                     |                  |                  |                  |                  |                  |                  |
| 11               | o - Lakers de Los Angeles           | 33               | 49               | 82               | .402             | 31               |                  |
| 12               | o - Kings de Sacramento             | 30               | 52               | 82               | .366             | 34               |                  |
| 13               | o - Trail Blazers de Portland       | 27               | 55               | 82               | .329             | 37               |                  |
| 14               | o - Thunder d'Oklahoma City         | 24               | 58               | 82               | .293             | 40               |                  |
| 15               | o - Rockets de Houston              | 20               | 62               | 82               | .244             | 44               |                  |

| Division Sud-Ouest           | V  | D  | MJ | V/D  | GB | Dom   | Ext   | Div  |
| ---------------------------- | -- | -- | -- | ---- | -- | ----- | ----- | ---- |
| y - Grizzlies de Memphis     | 56 | 26 | 82 | .683 | –  | 30–11 | 26–15 | 11–5 |
| x - Mavericks de Dallas      | 52 | 30 | 82 | .634 | 4  | 29–12 | 23–18 | 14–2 |
| x - Pelicans de Nlle-Orléans | 36 | 46 | 82 | .439 | 20 | 19–22 | 17–24 | 6–10 |
| o - Spurs de San Antonio     | 34 | 48 | 82 | .415 | 22 | 16–25 | 18–23 | 6–10 |
| o - Rockets de Houston       | 20 | 62 | 82 | .244 | 36 | 11–30 | 9–32  | 3–13 |